# 1725
| [ Edytuj tabelę ]              | |
| Król Polski                    | - 1709 August II Mocny 1733 |
| Król Afganistanu               | - 1715 Mahmud Chan 1725 - 1725 Aszraf Chan 1729                                                                                         |
| Współksiążęta Andory           | - 1714 Simeó de Guinda y Apéztegui 1737 - 1715 Ludwik XV 1774                                                                           |
| Elektor Bawarii                | - 1679 Maksymilian II Emanuel 1726 |
| Sułtan Brunei                  | - 1705 Hussin Kamaluddin 1730 |
| Cesarz Chin                    | - 1722 Yongzheng 1735 |
| Król Czech                     | - 1711 Karol VI Habsburg 1740 |
| Król Danii                     | - 1699 Fryderyk IV 1730 |
| Dalajlama                      | - 1708 Kelzang Gjaco 1757 |
| Cesarz Etiopii                 | - 1721 Bekaffa 1730 |
| Król Francji                   | - 1715 Ludwik XV 1774 |
| Król Hiszpanii                 | - 1724 Filip V 1746 |
| Landgraf Hesji-Kassel          | - 1670 Karol I Heski 1730 |
| Stadhouder Holandii            | - 1702 drugi okres bez stadhoudera 1747                                                                                                 |
| Szach Iranu                    | - 1722 Mahmud Chan 1725 - 1725 Aszraf Chan 1729                                                                                         |
| Państwo Wielkich Mogołów       | - 1720 Mohammed Szah 1748 |
| Król Irlandii                  | - 1714 Jerzy I Hanowerski 1727 |
| Cesarz Japonii                 | - 1709 Nakamikado 1735 |
| Kalif                          | - 1703 Ahmed III 1736 |
| Patriarcha Konstantynopola     | - 1716 Jeremiasz III 1726 |
| Władca Korei                   | - 1724 Yŏngjo 1776 |
| Książę Liechtensteinu          | - 1721 Józef Jan 1732 |
| Sułtan Maroka                  | - 1672 Maulaj Isma’il 1727 |
| Książę Monako                  | - 1701 Antoni I 1731 |
| Król Nawarry                   | - 1710 Ludwik XV 1774 |
| Król Norwegii                  | - 1699 Fryderyk IV 1730 |
| Sułtan Omanu                   | - 1724 Muhammad ibn Nasir 1728 |
| Elektor Palatynatu             | - 1716 Karol III Filip 1742 |
| Papież                         | - 1724 Benedykt XIII 1730 |
| Książę Parmy i Piacenzy        | - 1694 Franciszek 1727 |
| Król Portugalii                | - 1706 Jan V 1750 |
| Król w Prusach                 | - 1713 Fryderyk Wilhelm I 1740 |
| Car Rosji                      | - 1682 Piotr I Wielki 1725 - 1725 Katarzyna I 1727                                                                                      |
| Cesarz Rzymski (niemiecki)     | - 1711 Karol VI Habsburg 1740 |
| Kapitanowie Regenci San Marino | - 1724 Marino Enea Bonelli Bartolomeo Bedetti 1725 - 1725 Gian Giacomo Angeli Lorenzo Giangi 1725 - 1725 Federico Gozi Marino Beni 1726 |
| Elektor Saksonii               | - 1694 Fryderyk August I (król Polski) 1733                                                                                             |
| Król Sardynii                  | - 1720 Wiktor Amadeusz II 1730 |
| Król Szwecji                   | - 1720 Fryderyk I Heski 1751 |
| Król Tajlandii                 | - 1709 Tai Sa 1733 |
| Sułtan Turków                  | - 1703 Ahmed III 1730 |
| Doża Wenecji                   | - 1722 Sebastiano Mocenigo 1732 |
| Król Węgier                    | - 1711 Karol III 1740 |
| Monarcha Wielkiej Brytanii     | - 1714 Jerzy I 1727 |
| Premier Wielkiej Brytanii      | - 1721 Robert Walpole 1742 |

Rok 1725 / MDCCXXV
stulecia: XVII wiek ~
XVIII wiek ~
XIX wiek

lata: 1715 «
1720 «
1721 «
1722 «
1723 «
1724 «
1725
» 1726
» 1727
» 1728
» 1729
» 1730
» 1735

## Wydarzenia w Polsce
- Nekla, Józefów otrzymały prawa miejskie.

## Wydarzenia na świecie
- 18 maja – król Wielkiej Brytanii Jerzy I ustanowił Order Łaźni.
- 21 maja – w Rosji ustanowiono Order Świętego Aleksandra Newskiego.
- 4 września – w Fontainebleau król Francji Ludwik XV poślubił Marię Leszczyńską.
- Zatarg Portugalii z papiestwem. Król Jan V odwołał z Rzymu wszystkich poddanych sobie duchownych i świeckich oraz wydalił z Lizbony wszystkich podwładnych papieża.
- John Flamsteed stworzył katalog Historia Coelestis Britannica, zawierający pozycje 2866 gwiazd.

## Urodzili się
- 15 stycznia – Piotr Rumiancew, rosyjski feldmarszałek i polityk (zm. 1796)
- 5 lutego – Anna Maria Rückerschöld, szwedzka pisarka (zm. 1805)
- 12 lutego – Piotr Gauguin, francuski duchowny katolicki, męczennik, błogosławiony (zm. 1792)
- 26 lutego:
  - Nicolas-Joseph Cugnot, francuski wynalazca (zm. 1804)
  - Celestyn Adam Kaliszewski, polski pedagog, historyk prawa, leksykograf, tłumacz (zm. 1767)
- 2 marca – Piotr Jan Garrigues, francuski duchowny katolicki, męczennik, błogosławiony (zm. 1792)
- 20 marca – Abdülhamid I, sułtan turecki (zm. 1789)
- 22 marca – Ignacy Nagurczewski, polski poeta i tłumacz (zm. 1811)
- 2 kwietnia – Giacomo Casanova, wenecki awanturnik i literat (zm. 1798)
- 6 kwietnia – Pasquale Paoli, korsykański bohater narodowy (zm. 1807)
- 18 kwietnia – Jakub Friteyre-Durvé, francuski jezuita, męczennik, błogosławiony katolicki (zm. 1792)
- 28 kwietnia – Florian Amand Janowski, polski duchowny katolicki, biskup tarnowski (zm. 1801)
- 30 kwietnia – Jean-Jacques Caffieri, francuski rzeźbiarz (zm. 1792)
- 21 sierpnia – Jean-Baptiste Greuze, francuski malarz i grafik (zm. 1805)
- 29 września:
  - Robert Clive, angielski generał, gubernator Bengalu (zm. 1774)
  - Michał Mateusz Kosmowski, polski duchowny katolicki, biskup pomocniczy gnieźnieński (zm. 1804)
- 15 października – Franciszek Antoni Kwilecki, polski szlachcic, polityk, dyplomata, uczestnik konfederacji barskiej (zm. 1794)
- 22 listopada – Ignaz Günther, niemiecki rzeźbiarz, tworzący w Bawarii, reprezentant rzeźby rokokowej (zm. 1775)
- 9 grudnia – Naphtali Herz Wessely, niemiecki filolog, tłumacz i poeta pochodzenia żydowskiego (zm. 1805)
- 18 grudnia – Tomasz Jan Monsaint, francuski duchowny katolicki, męczennik, błogosławiony (zm. 1792)
- 31 grudnia – Stefan Łuskina, polski dziennikarz, matematyk, jezuita (zm. 1793)

- data dzienna nieznana: 
  - Daniel Ludwik Andrzej des Pommerayes, francuski duchowny katolicki, męczennik, błogosławiony (zm. 1792)
  - Aleksander Poniatowski, brat króla polskiego Stanisława Augusta (zm. 1744)

## Zmarli
- 26 stycznia – Sulchan Saba Orbeliani, gruziński pisarz i polityk (ur. 1658)
- 8 lutego – Piotr I Wielki, z dynastii Romanowów, car i cesarz Rosji (ur. 1672)
- 2 marca – José Benito de Churriguera, architekt hiszpańskiego baroku (ur. 1665)
- 24 października – Alessandro Pietro Scarlatti, włoski kompozytor okresu baroku (ur. 1660)
- 21 grudnia – Stanisław Morsztyn, polski poeta i wojskowy (ur. po 1623)

## Święta ruchome
- Tłusty czwartek: 8 lutego
- Ostatki: 13 lutego
- Popielec: 14 lutego
- Niedziela Palmowa: 25 marca
- Wielki Czwartek: 29 marca
- Wielki Piątek: 30 marca
- Wielka Sobota: 31 marca
- Wielkanoc: 1 kwietnia
- Poniedziałek Wielkanocny: 2 kwietnia
- Wniebowstąpienie Pańskie: 10 maja
- Zesłanie Ducha Świętego: 20 maja
- Boże Ciało: 31 maja